# Forcepia crassanchorata
Forcepia crassanchorata är en svampdjursart som beskrevs av Carter 1885. Forcepia crassanchorata ingår i släktet Forcepia och familjen Coelosphaeridae. Inga underarter finns listade i Catalogue of Life.